# Cotoneaster silvestrii
Cotoneaster silvestrii är en rosväxtart som beskrevs av Renato Pampanini. Cotoneaster silvestrii ingår i släktet oxbär, och familjen rosväxter. Inga underarter finns listade i Catalogue of Life.